# Suddivisioni di Palermo
Le suddivisioni di Palermo, città capoluogo della Sicilia, in Italia, si articolano in diverse tipologie.

## Circoscrizioni
Le circoscrizioni sono le suddivisioni amministrative del capoluogo siciliano: sono 8 e sono costituite da un proprio consiglio, eletto durante le elezioni comunali, e da un proprio presidente.

## Quartieri
La suddivisione cittadina in quartieri, effettuata nel 1976, rimase in vigore fino al 1997, quando, con la delibera n° 140 del 9 luglio 1997, il territorio comunale fu suddiviso in otto circoscrizioni di decentramento.

## Unità di primo livello
Le unità di primo livello di Palermo sono suddivisioni urbanistiche del territorio comunale; furono istituite con delibera n° 420 del 21 dicembre 1976.